# Öreglak, Somogy
Öreglak  este un sat în districtul Fonyód, județul Somogy, Ungaria, având o populație de 1.532 de locuitori (2011). 

## Demografie
Componența etnică a satului Öreglak
     Maghiari (86,08%)
     Romi (13,24%)
     Germani (0,68%)
Componența confesională a satului Öreglak
     Romano-catolici (71,28%)
     Fără religie (7,44%)
     Reformați (2,61%)
     Necunoscută (17,23%)
     Alte religii (2,74%)
Conform recensământului din 2011, satul Öreglak avea 1.532 de locuitori. Din punct de vedere etnic, majoritatea locuitorilor (86,08%) erau maghiari, cu o minoritate de romi (13,24%).  Din punct de vedere confesional, majoritatea locuitorilor (71,28%) erau romano-catolici, existând și minorități de persoane fără religie (7,44%) și reformați (2,61%). Pentru 17,23% din locuitori nu este cunoscută apartenența confesională.